# Tamás Buday
Tamás Buday, né le 5 juillet 1952 à Budapest, est un céiste hongrois pratiquant la course en ligne.

## Palmarès

### Jeux olympiques de canoë-kayak course en ligne
- 1976 à Montréal,  Canada
  -  Médaille de bronze en C-2 500m
- 1976 à Montréal,  Canada
  -  Médaille de bronze en C-2 10000m [1]